# Carmen Casas Selva
Carmen Casas Selvas (Sabadell, 24 d'agost de 1946) és una periodista catalana especialitzada en cultura, gastronomia i enologia, considerada la primera crítica gastronòmica de Catalunya.

## Biografia
Va començar la seua trajectòria periodística en 1970 a Barcelona, a la secció de cultura del diari Tele/eXpres, de la mà d'Ana María Moix. Va desenvolupar la seua professió en diversos mitjans com El Correo Catalán, El Diario de Barcelona, El Periódico, La Vanguardia, Avui i El País, on oferia cobertura política, cultural, social i, especialment, gastronòmica.
En 1987 es va incorporar a La Vanguardia de la mà del periodista i gastrònom Nèstor Luján, mitjà en el qual va consolidar la seua vesant gastronòmica, cobrint continguts culinaris, gastronòmics i enològics, i on es va convertir en la primera crítica de restaurants del diari i de Catalunya.
Carmen Casas va entrevistar grans figures de la cultura, com els escriptors Jorge Luis Borges en 1985, pocs mesos abans de morir, i Camilo José Cela l'any 1989, poc després de rebre el Premi Nobel de Literatura.
Al llarg de la seua carrera va escriure i participar en nombrosos llibres de gastronomia, cuina i vi, entre ells, Damas guisan y ganan (1986) amb pròleg de Xavier Domingo. En l'obra, Carmen Cases va donar veu a 50 restauradores d'Espanya gràcies a articles i entrevistes, a més a més de reunir 137 receptes de totes elles.

## Llibres
- Comer en Catalunya, 1980. Pròleg de Néstor Luján i epílog de Josep Pla
- Barcelona a la carta: guía de restaurantes, historia y recetario, 1981. Pròleg d'Horacio Sáenz Guerrero
- Barcelona en 50 menús: las 150 mejores recetas, 1983. Coescrit amb Botaya, Guillermina
- Tercer libro de cocina: las aves, 1985
- Damas guisan y ganan, 1986
- Cocinerías: con 10 recetas inéditas y originales, Riera, Ignasi, 1988
- Cuina que cuinaràs: amb 10 receptes inèdites i originals, 1988, Firmat por Riera, Ignasi.
- Allegro vivace. Historia del champagne, el cava y los vinos espumosos del mundo, 1992. Coescrit amb Néstor Luján, Guillermina Botaya i Óscar Caballero
- Els Tinars: 60 receptes per poder-les fer a casa, 1994
- La Torre del Remei: 60 receptes per poder-les fer a casa, 1994
- Florian: 60 receptes per poder-les fer a casa, 1994
- Ca l'Isidre: 60 receptes per poder-les fer a casa, 1995
- Hispània: 60 receptes per poder-les fer a casa, 1996
- Gaig: 60 receptes per poder-les fer a casa, 1998
- Restaurantes de Cataluña. Una guía diferente e imprescindible para descubrir los mejores restaurantes de Cataluña, 2002. Pròleg de Manuel Vázquez Montalbán

## Premis
- Premi Nacional de Gastronomia a la Millor Tasca Periodística, 1995
- Premi EVA a la Millor Periodista 2009